# 197 هـ
197 هـ هي سنة في التقويم الهجري امتدت مقابلةً في التقويم الميلادي بين سنتي 812 و813.

## أحداث
- 26 ذو الحجة - أبو العباس عبد الله المأمون ابن هارون الرشيد يتولى الخلافة في الدولة العباسية بعد مقتل أخيه أبو عبد الله محمد الأمين.

## وفيات
- بقية بن الوليد
- بهز بن أسد
- بهلول
- عمران بن مجالد
- سلامة بن روح
- وكيع بن الجراح
- عبد الله بن وهب
- ورش